# Mario Fernández Pelaz
Mario Fernández Pelaz (Bilbao, Vizcaya, 4 de noviembre de 1943 - Las Arenas, Guecho, Vizcaya, 10 de diciembre de 2024) fue un abogado, profesor universitario y político español.
Fue diputado del Parlamento Vasco y vicelendakari del Gobierno vasco con Carlos Garaikoetxea entre 1982 y 1985.

## Biografía
Mario Fernández Pelaz se licenció en Derecho por la Universidad de Deusto en 1965 y desde 1966 ejerció la profesión de abogado. Fue también profesor de Derecho Mercantil en la Facultad de Empresariales de la Universidad de Deusto.
Se especializó en reestructuraciones de empresas en crisis, confección de condiciones de viabilidad, negociación con partes implicadas y obtención de créditos oficiales.
Desde el año 2002 hasta el 2009 fue socio del bufete internacional de abogados Uría Menéndez.

## Trayectoria política
Miembro del Partido Nacionalista Vasco (PNV), en marzo de 1980 fue incluido dentro del primer gabinete del Gobierno Vasco tras su restauración. Fue elegido por el lendakari
Carlos Garaikoetxea para dirigir el Departamento de Trabajo, donde fue asumiendo algunas de las competencias transferidas por la administración central del Estado. En enero de 1982 Garaikoetxea le nombró Vicelendakari para el Desarrollo Autonómico, cargo que siguió compaginando con la consejería de Trabajo. Este nombramiento convirtió a Fernández en el número dos del ejecutivo vasco y en el encargado de negociar las transferencias de competencias con el Gobierno de España. 
En abril de 1984 fue elegido parlamentario vasco por el PNV y continuó en su cargo de vicelendakari en el nuevo gobierno de Carlos Garaikoetxea. La segunda legislatura se caracterizó por la grave crisis interna del PNV que enfrentó al lendakari Garaikoetxea con el presidente del PNV Xabier Arzalluz y que desembocó en la dimisión de Garaikoetxea y la escisión del PNV.
Garaikoetxea dimitió como lendakari el 27 de enero de 1985 y fue sustituido en su cargo por José Antonio Ardanza, fiel a la dirección del PNV. En septiembre de 1986 se creó un nuevo partido político liderado por Garaikoetxea, Eusko Alkartasuna (EA). Durante la crisis Mario Fernández cesó también como vicelendakari, aunque se mantuvo como parlamentario del PNV hasta octubre de 1986. Abandonó el PNV para encabezar la lista de EA para el Ayuntamiento de Bilbao en junio de 1987, obteniendo esta formación política tres concejales. Los pobres resultados obtenidos le hicieron renunciar a tomar posesión del acta de concejal y abandonó la política.
En noviembre de 1996 el Gobierno Vasco lo nombró vocal de la Comisión Arbitral de Euskadi. En el año 2000 su nombre apareció publicado en una lista de posibles objetivos de ETA. En 2009 defendió públicamente la legitimidad del Plan Ibarretxe. No volvió a afiliarse a ningún partido político.

## Trayectoria profesional
Tras alejarse de la política activa se dedicó a la empresa privada. Llegó a ocupar el cargo de Director Jurídico de Asuntos Legales y miembro del Comité de Dirección del BBVA. Tras abandonar el BBVA ingresó en 2002 como socio del bufete de abogados Uría Menéndez. En abril de ese mismo año se vio envuelto en el escándalo de las cuentas secretas del banco BBVA que se produjo cuando él era un alto cargo del banco. La Fiscalía Anticorrupción solicitó su imputación en el caso, pero el juez Baltasar Garzón no lo consideró oportuno y finalmente no fue juzgado por estos hechos.
En julio de 2009 fue elegido nuevo presidente de BBK en sustitución de Xabier de Irala, quien había anunciado su dimisión en el mes de abril anterior, motivada por problemas de salud. Tras la fusión fría de las cajas vascas en 2012 que dio origen a Kutxabank fue nombrado presidente ejecutivo de la nueva entidad bancaria creada, cargo que abandonó a finales de 2014.
Tras su salida de la entidad fue investigado por la Fiscalía por unas irregularidades en su gestión, cometidas para beneficiar económicamente al exdelegado del gobierno Mikel Cabieces a costa del patrimonio de la entidad. Ambos fueron condenados por estos hechos en una sentencia hecha pública en marzo de 2017. En febrero de 2018 el Tribunal Supremo le impuso además una «inhabilitación especial para el cargo de administrador de sociedades mercantiles y para el ejercicio del comercio», por lo que dimitió del Consejo de Administración de Repsol.